# Степково
Степко́во (рос. Степково) — присілок у складі Грязовецького району Вологодської області, Росія. Входить до складу Юровського сільського поселення.

## Населення
Населення — 11 осіб (2010; 19 у 2002).
Національний склад (станом на 2002 рік):
- росіяни — 100 %